# Bob Dixon
Bob Dixon (eigentlich Robert S. Dixon; * 1907 oder 1908; † 11. Januar 1941 in Grosse Isle, Manitoba) war ein kanadischer Speerwerfer.
1934 wurde er Kanadischer Meister und siegte bei den British Empire Games in London.
Der von der Lulu Island stammende Athlet kam im Alter von 33 Jahren als Pilot der Royal Canadian Air Force beim Absturz eines zu testenden Flugzeugs ums Leben.